# Jamaica (estación del Metro de Ciudad de México)
Jamaica es una de las estaciones que forman parte del Metro de la Ciudad de México, es la correspondencia de la Línea 4 y la Línea 9. Se ubica en el centro de la Ciudad de México, en la alcaldía Venustiano Carranza.

## Información general
Recibe ese nombre debido a su cercanía con el Mercado de Jamaica. Su isotipo representa a una mazorca de maíz o elote.

## Afluencia
Las siguientes tablas muestran la afluencia de la estación (por línea) en los últimos 10 años:
| Afluencia Anual de Pasajeros (Línea 4) | Afluencia Anual de Pasajeros (Línea 4) | Afluencia Anual de Pasajeros (Línea 4) | Afluencia Anual de Pasajeros (Línea 4) | Afluencia Anual de Pasajeros (Línea 4) | Afluencia Anual de Pasajeros (Línea 4) |
| -------------------------------------- | -------------------------------------- | -------------------------------------- | -------------------------------------- | -------------------------------------- | -------------------------------------- |
| Año                                    | Afluencia                              | A Diario                               | Ranking                                | Incremento                             | Ref.                                   |
| 2024                                   | -                                      | -                                      | -                                      | -                                      |                                        |
| 2023                                   | 2,325,236                              | 6,370                                  | 150°/195                               | +7.18%                                 | [ 2 ]                                  |
| 2022                                   | 2,169,485                              | 5,943                                  | 149°/175                               | +39.92%                                | [ 3 ]                                  |
| 2021                                   | 1,550,480                              | 4,247                                  | 155°/195                               | +3.99%                                 | [ 4 ]                                  |
| 2020                                   | 1,490,971                              | 4,073                                  | 168°/195                               | -48.17%                                | [ 5 ]                                  |
| 2019                                   | 2,876,658                              | 7,881                                  | 168°/195                               | -4.83%                                 | [ 6 ]                                  |
| 2018                                   | 3,022,497                              | 8,280                                  | 164°/195                               | +4.10%                                 | [ 7 ]                                  |
| 2017                                   | 2,903,552                              | 7,954                                  | 166°/195                               | +6.30%                                 | [ 8 ]                                  |
| 2016                                   | 2,731,554                              | 7,463                                  | 171°/195                               | -2.73%                                 | [ 9 ]                                  |
| 2015                                   | 2,808,140                              | 7,693                                  | 157°/195                               | +4.01%                                 | [ 10 ]                                 |

| Afluencia Anual de Pasajeros (Línea 9) | Afluencia Anual de Pasajeros (Línea 9) | Afluencia Anual de Pasajeros (Línea 9) | Afluencia Anual de Pasajeros (Línea 9) | Afluencia Anual de Pasajeros (Línea 9) | Afluencia Anual de Pasajeros (Línea 9) |
| -------------------------------------- | -------------------------------------- | -------------------------------------- | -------------------------------------- | -------------------------------------- | -------------------------------------- |
| Año                                    | Afluencia                              | A Diario                               | Ranking                                | Incremento                             | Ref.                                   |
| 2024                                   | -                                      | -                                      | -                                      | -                                      |                                        |
| 2023                                   | 3,758,629                              | 10,297                                 | 118°/195                               | +4.91%                                 | [ 2 ]                                  |
| 2022                                   | 3,582,876                              | 9,816                                  | 118°/175                               | +36.65%                                | [ 3 ]                                  |
| 2021                                   | 2,621,993                              | 7,183                                  | 119°/195                               | -3.65%                                 | [ 4 ]                                  |
| 2020                                   | 2,721,419                              | 7,435                                  | 129°/195                               | -40.35%                                | [ 5 ]                                  |
| 2019                                   | 4,561,989                              | 12,498                                 | 135°/195                               | +4.19%                                 | [ 6 ]                                  |
| 2018                                   | 4,378,419                              | 11,995                                 | 138°/195                               | +4.29%                                 | [ 7 ]                                  |
| 2017                                   | 4,198,411                              | 11,502                                 | 139°/195                               | -2.93%                                 | [ 8 ]                                  |
| 2016                                   | 4,325,034                              | 11,817                                 | 138°/195                               | -1.83%                                 | [ 9 ]                                  |
| 2015                                   | 4,405,588                              | 12,070                                 | 128°/195                               | +10.25%                                | [ 10 ]                                 |

## Conectividad

### Salidas
- Por línea 4 al oriente: Eje 2 Oriente Avenida H. Congreso de la Unión esquina Avenida José María Roa Bárcenas, Pueblo de la Magdalena Mixiuhca
- Por línea 4 al poniente: Eje 2 Oriente Avenida H. Congreso de la Unión esquina Avenida José María Roa Bárcenas, Colonia Sevilla
- Por línea 9 al nororiente: Eje 2 Oriente Avenida H. Congreso de la Unión y Cincel, Colonia Sevilla.
- Por línea 9 al suroriente: Eje 2 Oriente Avenida H. Congreso de la Unión, Colonia Jamaica
- Por línea 9 al norponiente: Eje 3 Sur Avenida Morelos y Compás, Colonia Sevilla.
- Por línea 9 al surponiente: Eje 3 Sur Avenida Morelos frente al Mercado de Jamaica, Colonia Sevilla.

### Conexiones
Existen conexiones con las estaciones y paradas de diversos sistemas de transporte:
- Algunas rutas de RTP.
- Con la Línea 2 del Trolebús en las estaciones Jamaica y Congreso de la Unión.[11]

## Sitios de interés
- Mercado de Jamaica